# Луангпхабанг (провинция)
Луангпхабанг, в старой транскрипции Луанг-Прабанг (лаос. ຫລວງພະບາງ) — провинция (кхвенг) на севере Лаоса.

## История
На территории провинции в XVIII—XIX веках располагалось королевство Луангпхабанг, ставшее ядром последующего Лаоса.

## Демография
По данным переписи населения марта 2015 года население провинции  составило 431 889 человек .

## Административное деление
Провинция разделена на следующие районы:
1. Чомпхет (6-09)
2. Луангпхрабанг (6-01)
3. Намбак (6-05)
4. Нан (6-03)
5. Нгой (6-06)
6. Паксенг (6-07)
7. Парку (6-04)
8. Пхонсай (6-08)
9. Пхукхун (6-11)
10. Вьенгкхам (6-10)
11. Сьенгнгун (6-02)